# Unité urbaine de Marssac-sur-Tarn
L'unité urbaine de Marssac-sur-Tarn est une unité urbaine française centrée sur la ville de Marssac-sur-Tarn, département du Tarn.

## Données globales
En 2010, selon l'Insee, l'unité urbaine de Marssac-sur-Tarn est composée de trois communes, situées dans l'arrondissement d'Albi du département du Tarn.
L'unité urbaine de Marssac-sur-Tarn appartient à l'aire urbaine d'Albi.

## Délimitation de l'unité urbaine de 2010
En 2010, l'Insee a procédé à une révision des délimitations des unités urbaines  de la France; celle de Marssac-sur-Tarn est composée de trois communes.

### Communes
Liste des communes appartenant à l'unité urbaine de Marssac-sur-Tarn selon la nouvelle délimitation de 2010 et sa population municipale en 2010 (liste établie par ordre alphabétique) :
| Nom                | Code Insee | Département | Statut       | Superficie (km2) | Population (dernière pop. légale) | Densité (hab./km2) | Modifier                                    |
| ------------------ | ---------- | ----------- | ------------ | ---------------- | --------------------------------- | ------------------ | ------------------------------------------- |
| Labastide-de-Lévis | 81112      | Tarn        | banlieue     | 14,29            | 963 (2022)                        | 67                 | modifier les données · modifier les données |
| Lagrave            | 81131      | Tarn        | ville-centre | 9,46             | 2 275 (2022)                      | 240                | modifier les données · modifier les données |
| Marssac-sur-Tarn   | 81156      | Tarn        | ville-centre | 7,17             | 3 486 (2022)                      | 486                | modifier les données · modifier les données |

## Évolution démographique
L'évolution démographique ci-dessous concerne l'unité urbaine selon le périmètre défini en 2010.
| 1968  | 1975  | 1982  | 1990  | 1999  | 2008  | 2013  | 2014  | 2019  |
| ----- | ----- | ----- | ----- | ----- | ----- | ----- | ----- | ----- |
| 2 424 | 2 810 | 3 283 | 3 914 | 4 517 | 5 605 | 5 980 | 6 040 | 7 227 |

| 2021  | 2022  | - | - | - | - | - | - | - |
| ----- | ----- | - | - | - | - | - | - | - |
| 7 348 | 7 459 | - | - | - | - | - | - | - |